# کاراکایالی (جیحان)
کاراکایالی (به ترکی استانبولی: Karakayalı) یک منطقهٔ مسکونی در ترکیه است که در جیحان واقع شده‌است.